# Тужа-Велика (Вармінсько-Мазурське воєводство)
Тужа-Велика (пол. Turza Wielka, нім. Tauersee) — село в Польщі, у гміні Дзялдово Дзялдовського повіту Вармінсько-Мазурського воєводства.
Населення — 678 осіб (2011).
У 1975-1998 роках село належало до Цехановського воєводства.

## Демографія
Демографічна структура станом на 31 березня 2011 року:
|          | Загалом | Допрацездатний вік | Працездатний вік | Постпрацездатний вік |
| -------- | ------- | ------------------ | ---------------- | -------------------- |
| Чоловіки | 346     | 92                 | 222              | 32                   |
| Жінки    | 332     | 62                 | 205              | 65                   |
| Разом    | 678     | 154                | 427              | 97                   |